# Handball-Bundesliga (mannen) 2017/18
De DKB Handball-Bundesliga 2017/18 is de 52e seizoen van de hoogste Duitse handbalcompetitie voor mannenteams.
SG Flensburg-Handewitt werd gekroond als kampioen van Duitsland. TuS Nettelstedt-Lübbecke en TV Hüttenberg degradeerde na dit seizoen terug naar de 2. Handball-Bundesliga.

## Teams
| Ploeg                    | Plaats       | Deelstaat           | Hal                               |
| ------------------------ | ------------ | ------------------- | --------------------------------- |
| TVB 1898 Stuttgart       | Stuttgart    | Baden-Württemberg   | Scharrena Stuttgart Porsche-Arena |
| HC Erlangen              | Neurenberg   | Beieren             | Arena Nürnberger Versicherung     |
| Die Eulen Ludwigshafen   | Ludwigshafen | Rijnland-Palts      | Friedrich-Ebert-Halle             |
| SG Flensburg-Handewitt   | Flensburg    | Sleeswijk-Holstein  | Flens-Arena                       |
| Frisch Auf Göppingen     | Göppingen    | Baden-Württemberg   | EWS Arena                         |
| Füchse Berlin            | Berlijn      | Berlijn             | Max-Schmeling-Halle               |
| VfL Gummersbach          | Gummersbach  | Noordrijn-Westfalen | Schwalbe-Arena                    |
| TSV Hannover-Burgdorf    | Hannover     | Nedersaksen         | TUI Arena Swiss Life Hall         |
| TV Hüttenberg            | Hüttenberg   | Hessen              | Sporthalle Gießen-Ost             |
| THW Kiel                 | Kiel         | Sleeswijk-Holstein  | Wunderino Arena                   |
| SC DHfK Leipzig          | Leipzig      | Saksen              | Arena Leipzig                     |
| TBV Lemgo                | Lemgo        | Noordrijn-Westfalen | Lipperlandhalle                   |
| SC Magdeburg             | Maagdenburg  | Saksen-Anhalt       | GETEC Arena                       |
| MT Melsungen             | Melsungen    | Hessen              | Rothenbach-Halle                  |
| GWD Minden               | Minden       | Noordrijn-Westfalen | Kempa-Halle                       |
| TuS Nettelstedt-Lübbecke | Lübbecke     | Noordrijn-Westfalen | Merkur Arena                      |
| Rhein-Neckar Löwen       | Mannheim     | Baden-Württemberg   | SAP Arena                         |
| HSG Wetzlar              | Wetzlar      | Nedersaksen         | Rittal Arena Wetzlar              |

## Stand
| Pos | Club                     | Wed | W  | G | V  | Ptn | DV   | DT  | +/−  |
| --- | ------------------------ | --- | -- | - | -- | --- | ---- | --- | ---- |
| 1   | SG Flensburg-Handewitt   | 34  | 27 | 2 | 5  | 56  | 993  | 851 | +142 |
| 2   | Rhein-Neckar Löwen       | 34  | 27 | 1 | 6  | 55  | 1043 | 838 | +205 |
| 3   | Füchse Berlin            | 34  | 25 | 3 | 6  | 53  | 968  | 875 | +93  |
| 4   | SC Magdeburg             | 34  | 24 | 2 | 8  | 50  | 1037 | 927 | +110 |
| 5   | THW Kiel                 | 34  | 24 | 1 | 9  | 49  | 989  | 854 | +135 |
| 6   | TSV Hannover-Burgdorf    | 34  | 22 | 3 | 9  | 47  | 953  | 900 | +53  |
| 7   | MT Melsungen             | 34  | 19 | 3 | 12 | 41  | 952  | 887 | +65  |
| 8   | SC DHfK Leipzig          | 34  | 17 | 3 | 14 | 37  | 867  | 854 | +13  |
| 9   | TBV Lemgo                | 34  | 13 | 8 | 13 | 34  | 882  | 932 | −50  |
| 10  | Frisch Auf Göppingen     | 34  | 12 | 7 | 15 | 31  | 903  | 909 | −6   |
| 11  | HSG Wetzlar              | 34  | 13 | 4 | 17 | 30  | 896  | 884 | +12  |
| 12  | GWD Minden               | 34  | 9  | 8 | 17 | 26  | 896  | 968 | −72  |
| 13  | HC Erlangen              | 34  | 8  | 9 | 17 | 25  | 844  | 932 | −88  |
| 14  | TVB 1898 Stuttgart       | 34  | 8  | 4 | 22 | 20  | 852  | 959 | −107 |
| 15  | VfL Gummersbach          | 34  | 8  | 0 | 26 | 16  | 841  | 950 | −109 |
| 16  | Die Eulen Ludwigshafen   | 34  | 6  | 3 | 25 | 15  | 828  | 946 | −118 |
| 17  | TuS Nettelstedt-Lübbecke | 34  | 4  | 6 | 24 | 14  | 778  | 913 | −135 |
| 18  | TV Hüttenberg            | 34  | 3  | 7 | 24 | 13  | 845  | 988 | −143 |

| Kleur | Kwalificatie voor                                                    |
| ----- | -------------------------------------------------------------------- |
| 0     | Landskampioen van Duitsland, gekwalificeerd voor de Champions League |
| 0     | Gekwalificeerd voor de Champions League                              |
| 0     | Gekwalificeerd voor de EHF Cup                                       |
| 0     | Degradeert naar de 2. Handball-Bundesliga                            |

## Uitslagen
| Teams                    | BER   | BIT   | ERL   | FLE   | FRI   | GÖP   | GUM   | HAN   | HÜT   | KIE   | LEM   | LEI   | LÜB   | MAG   | MEL   | MIN   | RNL   | WET   |
| ------------------------ | ----- | ----- | ----- | ----- | ----- | ----- | ----- | ----- | ----- | ----- | ----- | ----- | ----- | ----- | ----- | ----- | ----- | ----- |
| Füchse Berlin            |       | 26–24 | 31–25 | 26–30 | 31–24 | 33–19 | 31–24 | 25–24 | 28–23 | 25–25 | 36–23 | 24–20 | 26–20 | 23–23 | 32–29 | 40–31 | 29–23 | 29–24 |
| TV Bittenfeld            | 24–24 |       | 29–31 | 28–35 | 25–22 | 23–30 | 22–26 | 26–33 | 30–30 | 24–36 | 27–28 | 22–27 | 28–29 | 31–32 | 29–27 | 27–27 | 23–29 | 26–36 |
| HC Erlangen              | 23–27 | 25–29 |       | 20–29 | 22–22 | 28–29 | 25–22 | 34–28 | 26–26 | 20–31 | 24–28 | 27–26 | 22–22 | 31–29 | 23–23 | 26–26 | 25–25 | 25–25 |
| SG Flensburg-Handewitt   | 29–21 | 28–17 | 29–21 |       | 32–29 | 22–21 | 34–22 | 27–27 | 38–23 | 27–35 | 25–22 | 30–27 | 37–23 | 29–24 | 33–29 | 24–23 | 27–22 | 34–27 |
| TSG Friesenheim          | 19–25 | 24–25 | 32–29 | 24–30 |       | 25–32 | 28–24 | 21–27 | 32–28 | 21–25 | 24–21 | 21–35 | 23–23 | 23–26 | 27–31 | 21–21 | 18–26 | 31–29 |
| Frisch Auf Göppingen     | 32–38 | 21–23 | 25–28 | 28–28 | 32–28 |       | 24–16 | 30–19 | 28–17 | 22–29 | 27–27 | 20–20 | 24–19 | 31–32 | 29–28 | 27–28 | 28–26 | 28–25 |
| VfL Gummersbach          | 29–31 | 25–26 | 24–29 | 25–29 | 31–26 | 28–27 |       | 29–31 | 28–25 | 31–27 | 30–37 | 29–24 | 21–22 | 22–30 | 17–25 | 22–24 | 26–29 | 22–33 |
| TSV Hannover-Burgdorf    | 33–27 | 27–20 | 25–19 | 32–29 | 33–23 | 28–28 | 28–22 |       | 32–25 | 28–27 | 27–25 | 30–26 | 28–26 | 32–30 | 26–23 | 36–29 | 23–26 | 29–27 |
| TV Hüttenberg            | 28–30 | 23–28 | 24–27 | 23–30 | 28–27 | 28–28 | 22–23 | 19–29 |       | 25–37 | 24–24 | 20–24 | 24–22 | 31–37 | 27–28 | 26–30 | 23–36 | 22–22 |
| THW Kiel                 | 25–20 | 31–25 | 29–24 | 25–29 | 28–21 | 28–23 | 29–23 | 29–31 | 33–24 |       | 29–19 | 29–26 | 29–19 | 34–32 | 32–31 | 30–27 | 27–22 | 25–26 |
| TBV Lemgo                | 22–25 | 24–21 | 24–24 | 23–32 | 29–25 | 29–27 | 29–27 | 27–29 | 31–30 | 27–31 |       | 33–29 | 30–27 | 27–27 | 26–26 | 26–26 | 24–26 | 28–26 |
| SC DHfK Leipzig          | 30–31 | 24–24 | 34–24 | 25–22 | 23–20 | 33–28 | 27–24 | 25–23 | 26–25 | 16–28 | 26–19 |       | 26–26 | 22–23 | 30–27 | 20–17 | 23–29 | 23–21 |
| TuS Nettelstedt-Lübbecke | 21–29 | 24–21 | 27–27 | 24–27 | 28–29 | 25–25 | 26–27 | 21–25 | 26–26 | 21–33 | 22–25 | 17–22 |       | 20–31 | 19–22 | 29–22 | 28–38 | 17–23 |
| SC Magdeburg             | 26–30 | 34–26 | 28–22 | 29–23 | 30–26 | 30–27 | 30–24 | 31–22 | 33–26 | 31–26 | 35–28 | 37–31 | 34–24 |       | 33–31 | 34–25 | 29–32 | 31–29 |
| MT Melsungen             | 31–24 | 33–24 | 32–21 | 25–30 | 25–19 | 27–30 | 25–23 | 31–29 | 26–28 | 29–25 | 33–33 | 28–20 | 27–16 | 29–27 |       | 31–27 | 29–26 | 29–22 |
| GWD Minden               | 29–37 | 26–29 | 33–22 | 30–34 | 29–26 | 26–26 | 29–24 | 29–29 | 35–28 | 25–32 | 24–24 | 26–29 | 21–18 | 29–41 | 26–30 |       | 24–35 | 26–24 |
| Rhein-Neckar Löwen       | 37–23 | 33–23 | 33–22 | 32–27 | 34–26 | 31–20 | 36–26 | 35–23 | 31–21 | 30–28 | 38–17 | 28–25 | 36–27 | 34–29 | 23–24 | 27–22 |       | 34–25 |
| HSG Wetzlar              | 26–31 | 29–23 | 26–23 | 19–24 | 30–21 | 34–27 | 30–25 | 29–26 | 23–23 | 30–22 | 23–24 | 22–23 | 25–20 | 27–29 | 31–28 | 24–24 | 24–31 |       |